# Anisa Shaheed
Anisa Shaheed é uma jornalista afegã conhecida por cobrir violência, violações dos direitos humanos e corrupção no Afeganistão. Ela foi chefe de notícias da TOLOnews, um canal de televisão independente afegão. Em 2022, ela recebeu o Prêmio Knight International Journalism, concedido pelo Centro Internacional para Jornalistas, em reconhecimento ao seu trabalho.

## Carreira
Anisa Shaheed cresceu no vale de Panjshir, no nordeste do Afeganistão, onde testemunhou as violações das mulheres e dos direitos humanos pelos talibãs antes de serem expulsos pelas forças dos Estados Unidos, em 2001. Ela se formou em jornalismo pela Universidade de Cabul e começou sua carreira jornalística cobrindo assuntos relacionados a política para o Cheragh Daily Newspaper, antes de mudar para a transmissão de TV. Ela ingressou no canal de TV independente afegão TOLOnews, em 2009, como repórter e subiu na hierarquia até o cargo de chefe de notícias. Na TOLOnews, ela cobriu temas como direitos humanos, eleições, atualidades e segurança.
Após o regresso dos Talibã ao poder, em 2021, e a subsequente repressão dos jornalistas e dos direitos das mulheres, Anisa Shaheed fugiu do seu país para os EUA, onde continuou a escrever sobre a situação no Afeganistão como freelancer.

## Prêmios e reconhecimentos
- 2022 - Homenageada pelos Repórteres Sem Fronteiras por sua cobertura “corajosa” da pandemia de COVID-19.[2]
- 2022 - Centro de Liberdade de Expressão do Afeganistão a nomeou “A Face da Liberdade de Expressão do Afeganistão”.[2]
- 2022 - Prêmio Knight International Journalism, concedido pelo Centro Internacional para Jornalistas.[2][3]
- 2021 - Ela foi premiada como uma das 100 mulheres mais influente do mundo, pela BBC.[8]